# Field (Colombie-Britannique)
Pour les articles homonymes, voir Field.
Field est une petite communauté de Colombie-Britannique. Elle est connue notamment pour le site fossilifère de Burgess, particulièrement important dans la compréhension l'explosion cambrienne.
Field est dans le parc national de Yoho.